# Sea View Farm
Sea View Farm är en ort i Antigua och Barbuda.   Den ligger i parishen Parish of Saint George, i den centrala delen av landet, 6 kilometer sydost om huvudstaden Saint John's. Sea View Farm ligger 56 meter över havet och antalet invånare är 2 048. Den ligger på ön Antigua.
Terrängen runt Sea View Farm är platt åt nordost, men åt sydväst är den kuperad. Närmaste större samhälle är Saint John's, 6,1 kilometer nordväst om Sea View Farm. 
Omgivningarna runt Sea View Farm är en mosaik av jordbruksmark och naturlig växtlighet. Runt Sea View Farm är det ganska tätbefolkat, med 222 invånare per kvadratkilometer.